# 보르쿠타
보르쿠타(러시아어: Воркута́, 코미어: Вӧркута, 네네츠어: Варкута)는 코미 공화국의 도시이다. 코미 공화국의 수도인 식팁카르로부터 904km 떨어져 있다. 본래는 탄광 도시였으나, 채산성의 악화로 21세기 초반에 폐쇄되었다. 보르쿠타 강과 접해있다.

## 지리
보르쿠타강과 접해있다.

## 시장
시펙토르 이고리 레오니도비치(Шпектор Игорь Леонидович)이다.

## 역사
이곳은 1932년에 세워진 악명높은 굴라크들 중 하나인 굴라크에 기원한다. 1941년, 보르쿠타와 강제 노동수용소의 체계는 코노샤, 코틀라스 그리고 인타에 있는 수용소를 잇는 철도건설에 기반을 두고 있었다. 마을에 대한 지위는 1943년 11월 26일 수여되었다. 이것은 유럽대륙 내 러시아 영토중에서 가장 큰 굴라크였고, 코틀라스, 페쵸라저지, 이즈마(현 소스노골스크)지역들을 포함하는 수많은 수용소들의 행정의 중심지 역할을 했다. 1953년, 보르쿠타에서 굴라크 수용수들에 의하여 보르쿠타 폭동이 일어났다.

## 경제
21세기 초 많은 광산들은 채굴계획들의 높은 비용으로 인하여 폐쇄되었다. 1980년대와 1990년대 동안 단 한번 일 년간 보수를 지급받지 못한 노동자들의 움직임이 있었다.

## 인구
| 연도                | 인구    | ±%      |
| ------------------- | ------- | ------- |
| 1943                | 7,000   | —       |
| 1959                | 55,668  | +695.3% |
| 1970                | 89,742  | +61.2%  |
| 1979                | 100,210 | +11.7%  |
| 1989                | 115,646 | +15.4%  |
| 2002                | 84,917  | −26.6%  |
| 2010                | 70,548  | −16.9%  |
| 2021                | 56,985  | −19.2%  |
| Source: Census data |         |         |

## 기후

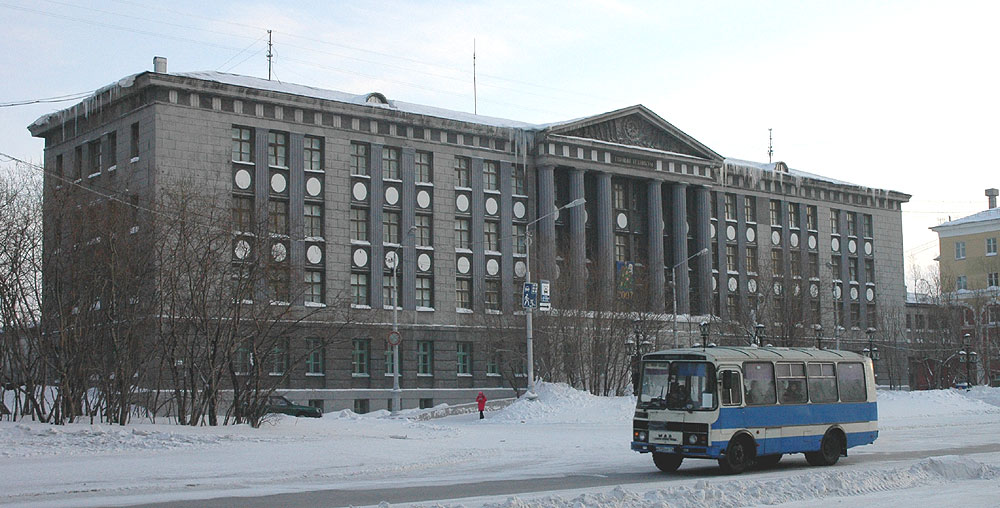
보르쿠타에 있는 광산대학

보르쿠타는 극지방의 기후로서, 짧고 시원한 여름과 아주 춥고 건조한 겨울을 가지고 있다. 2월의 평균 기온은 약 영하 20도이고, 7월은 약 13도이다.
| Vorkuta의 기후           | Vorkuta의 기후 | Vorkuta의 기후 | Vorkuta의 기후 | Vorkuta의 기후 | Vorkuta의 기후 | Vorkuta의 기후 | Vorkuta의 기후 | Vorkuta의 기후 | Vorkuta의 기후 | Vorkuta의 기후 | Vorkuta의 기후 | Vorkuta의 기후 | Vorkuta의 기후 |
| 월                       | 1월            | 2월            | 3월            | 4월            | 5월            | 6월            | 7월            | 8월            | 9월            | 10월           | 11월           | 12월           | 연간           |
| ------------------------ | -------------- | -------------- | -------------- | -------------- | -------------- | -------------- | -------------- | -------------- | -------------- | -------------- | -------------- | -------------- | -------------- |
| 역대 최고 기온 °C (°F)   | 1.1 (34.0)     | 1.2 (34.2)     | 5.3 (41.5)     | 12.0 (53.6)    | 26.5 (79.7)    | 31.0 (87.8)    | 33.8 (92.8)    | 30.0 (86.0)    | 24.2 (75.6)    | 15.6 (60.1)    | 4.8 (40.6)     | 3.5 (38.3)     | 33.8 (92.8)    |
| 일평균 최고 기온 °C (°F) | −15.6 (3.9)    | −16.1 (3.0)    | −9.6 (14.7)    | −5.5 (22.1)    | 1.7 (35.1)     | 12.7 (54.9)    | 18.7 (65.7)    | 14.2 (57.6)    | 7.8 (46.0)     | −0.8 (30.6)    | −9.5 (14.9)    | −13.9 (7.0)    | −1.3 (29.7)    |
| 일일 평균 기온 °C (°F)   | −19.5 (−3.1)   | −20.0 (−4.0)   | −13.9 (7.0)    | −10.0 (14.0)   | −1.9 (28.6)    | 7.6 (45.7)     | 13.2 (55.8)    | 9.7 (49.5)     | 4.3 (39.7)     | −3.4 (25.9)    | −13.3 (8.1)    | −17.6 (0.3)    | −5.4 (22.3)    |
| 일평균 최저 기온 °C (°F) | −23.6 (−10.5)  | −23.9 (−11.0)  | −18.1 (−0.6)   | −14.4 (6.1)    | −5.2 (22.6)    | 3.3 (37.9)     | 8.2 (46.8)     | 5.8 (42.4)     | 1.3 (34.3)     | −6.1 (21.0)    | −16.5 (2.3)    | −21.6 (−6.9)   | −9.2 (15.4)    |
| 역대 최저 기온 °C (°F)   | −48.0 (−54.4)  | −49.4 (−56.9)  | −41.0 (−41.8)  | −38.5 (−37.3)  | −26.3 (−15.3)  | −8.4 (16.9)    | −1.0 (30.2)    | −4.0 (24.8)    | −10.5 (13.1)   | −29.0 (−20.2)  | −45.1 (−49.2)  | −52.0 (−61.6)  | −52.0 (−61.6)  |
| 평균 강수량 mm (인치)    | 36 (1.4)       | 34 (1.3)       | 33 (1.3)       | 27 (1.1)       | 35 (1.4)       | 52 (2.0)       | 55 (2.2)       | 63 (2.5)       | 57 (2.2)       | 57 (2.2)       | 40 (1.6)       | 42 (1.7)       | 531 (20.9)     |
| 평균 강설량 cm (인치)    | 42 (17)        | 59 (23)        | 77 (30)        | 81 (32)        | 60 (24)        | 19 (7.5)       | 0 (0)          | 0 (0)          | 3 (1.2)        | 10 (3.9)       | 20 (7.9)       | 26 (10)        | 397 (156.5)    |
| 평균 강우일수            | 1              | 0              | 1              | 3              | 9              | 16             | 19             | 22             | 19             | 10             | 2              | 1              | 103            |
| 평균 강설일수            | 25             | 21             | 23             | 19             | 16             | 4              | 0              | 0              | 4              | 18             | 24             | 26             | 180            |
| 평균 상대 습도 (%)       | 81             | 80             | 81             | 79             | 79             | 72             | 74             | 82             | 85             | 88             | 84             | 82             | 81             |
| 출처: Pogoda.ru.net      |                |                |                |                |                |                |                |                |                |                |                |                |                |

## 기타
이곳에는 보르쿠타 공항이 존재한다. 냉전시기, 보르쿠타 소비에트에 위치한 극지방 관제 그룹(Arctic Control Group)은 전략 폭탄의 집결 기지였다.

## 행정구역

### 구
- 고르냐츠키 구(Горняцкий)
- 콤소몰스키 구(Комсомольский)

## 참조

### 자료
- 틀:RussiaAdmMunRef
- 틀:RussiaAdmMunRef
- Adapted from the article Vorkuta[깨진 링크(과거 내용 찾기)], from Wikinfo, licensed under the GNU Free Documentation License.

1. ↑  Информационный портал администрации Воркуты - История Воркуты 1930-1945 годы (러시아어). 2011년 10월 8일에 원본 문서에서 보존된 문서. 2011년 3월 14일에 확인함.
2. ↑  “Vorkuta Miners Hold Authorities Prisoners”. 《Russia Today》. www.aha.ru. 2008년 7월 18일에 확인함.
3. ↑  “Pogoda.ru.net” (러시아어). 2012년 2월 16일에 확인함.
4. ↑  “Vorkuta”. www.globalsecurity.org. 2008년 7월 18일에 확인함.